# زملول متفرع
زملول متفرع (الاسم العلمي:Exobasidium racemosum) هو نوع من الفطريات يتبع جنس الزملول من فصيلة الزملولية.